# Celina latipes
Celina latipes är en skalbaggsart som först beskrevs av Gaspard Auguste Brullé 1837.  Celina latipes ingår i släktet Celina och familjen dykare. Inga underarter finns listade i Catalogue of Life.